# Ocotea cupularis
Ocotea cupularis là loài thực vật có hoa trong họ Nguyệt quế. Loài này được (Lam.) Cordem. miêu tả khoa học đầu tiên năm 1895.